# Mark McKenzie
Mark Alexander McKenzie (ur. 25 lutego 1999 w Nowym Jorku) – amerykański piłkarz grający na pozycji środkowego obrońcy.

## Kariera klubowa
Swoją karierę piłkarską McKenzie rozpoczął w akademii Philadelphia Union. W 2016 zaczął grać w rezerwach tego klubu, Bethlehem Steel FC i 5 czerwca zadebiutował w nich w przegranym 0:1 domowym meczu USL Championship z New York Red Bulls II. W 2018 roku awansował do pierwszego zespołu Philadelphia Union. 14 kwietnia 2018 zaliczył debiut w Major League Soccer w przegranym 0:2 domowym spotkaniu z Orlando City SC. W sezonie 2020 wygrał ze swoim klubem Supporters' Shield a za sezon 2020 został wybrany do jedenastki sezonu Major League Soccer.
W styczniu 2021 McKenzie przeszedł do belgijskiego KRC Genk za 5,45 miliona euro. 24 stycznia 2021 zaliczył w nim debiut ligowy w przegranym 2:3 wyjazdowym meczu z Club Brugge. W sezonie 2020/2021 wywalczył z Genkiem wicemistrzostwo Belgii.
| Sezon   | Klub               | Kraj              | Rozgrywki           | Mecze | Gole |
| ------- | ------------------ | ----------------- | ------------------- | ----- | ---- |
| 2016    | Bethlehem Steel FC | Stany Zjednoczone | USL Championship    | 3     | 0    |
| 2017    | Bethlehem Steel FC | Stany Zjednoczone | USL Championship    | 6     | 0    |
| 2018    | Philadelphia Union | Stany Zjednoczone | Major League Soccer | 19    | 0    |
| 2018    | Bethlehem Steel FC | Stany Zjednoczone | USL Championship    | 2     | 0    |
| 2019    | Philadelphia Union | Stany Zjednoczone | Major League Soccer | 7     | 0    |
| 2019    | Bethlehem Steel FC | Stany Zjednoczone | USL Championship    | 6     | 0    |
| 2020    | Philadelphia Union | Stany Zjednoczone | Major League Soccer | 22    | 2    |
| 2020/21 | KRC Genk           | Belgia            | Eerste klasse A     | 13    | 0    |
| 2021/22 | KRC Genk           | Belgia            | Eerste klasse A     | 22    | 0    |
| 2022/23 | KRC Genk           | Belgia            | Eerste klasse A     | 36    | 4    |
| 2023/24 | KRC Genk           | Belgia            | Eerste klasse A     | 32    | 0    |
| 2024/25 | KRC Genk           | Belgia            | Eerste klasse A     | 1     | 0    |
| 2024/25 | Toulouse FC        | Francja           | Eerste klasse A     | 30    | 1    |

## Kariera reprezentacyjna
McKenzie występował w młodzieżowych reprezentacjach Stanów Zjednoczonych na szczeblach U-18 i U-20. W 2018 roku wystąpił z kadrą U-20 na Mistrzostwach Ameryki Północnej U-20. Na tym turnieju był kapitanem kadry Stanów Zjednoczonych, która wywalczyła tytuł mistrzowski. W całym turnieju strzelił 3 gole. W 2019 roku dotarł z kadrą U-20 do ćwierćfinału Mistrzostw Świata U-20.
W reprezentacji Stanów Zjednoczonych McKenzie zadebiutował 1 lutego 2020 roku w wygranym 1:0 towarzyskim meczu z Kostaryką, rozegranym w Carson, gdy w 62. minucie tego meczu zmienił Aarona Longa. W 2020 roku wygrał z kadrą Stanów Zjednoczonych Ligę Narodów CONCACAF.